# Clitofont
Clitofont és un diàleg que normalment s'atribueix a Plató, encara que hi ha cert desacord quant a la seva autenticitat. És el més curt dels diàlegs, i és significatiu per centrar-se en el paper de Sòcrates exhortant la gent perquè s'involucrin en la investigació filosòfica. Hi ha dos participants, Clitofont i Sòcrates, i la característica central de la discussió és llarga: Clitofont es queixa sobre Sòcrates. El quid d'aquesta denúncia és que, encara que ningú sobresurt a Sòcrates com a exhortador de les virtuts i la vida de la filosofia, ningú és més inútil que un altre ja convençut de la seva importància. Sòcrates no respon, o el diàleg no conté la seva resposta.
Alguns estudiosos dubten de l'autenticitat del Clitofont perquè (tal com ens ha arribat) Sòcrates no surt victoriós en la batalla verbal. Una escola de pensament a favor de la seva autenticitat pensa que Plató el va escriure, però després va decidir que l'argument l'escriuria a la República. El diàleg també ha estat interpretat com una peça acabada del corpus platònic, concebut per a ser llegit en la versió que actualment tenim.
De fet, mai l'antiga tradició dubta de l'autenticitat del diàleg, i és coneguda com a obra de Plató per Olimpiòdor, Apuleu, Hipòlit i Alcínou. Les sospites sobre Clitofont semblen haver sorgit en el Renaixement, quan Marsilio Ficino va escriure: "hic est Platonis llibertat no" al capdavant de la seva traducció del diàleg. El Clitofont es va publicar (per error) entre els spuria platònics, en les edicions Aldine de Plató, un error de què es van retractar i en van demanar disculpes els editors, però no es va corregir.
Estudis recents han considerat com a autèntic el diàleg, incloent-hi articles de Mark Kremer, Roochnik David, Orwin Clifford i Jan Blits. L'estudi més ampli del Clitofont és el de S. R. Slings, (Plató: Clitophon (Cambridge, 1999)): sosté que el Clitofont és autèntic; Slings va canviar d'opinió respecte a l'autenticitat del diàleg vint anys després de la seva tesi doctoral, en què parlava en contra de la seva autenticitat. L'estudi més recent del Clitofont (G. S. Bowe, "En defensa de Clitofont", Filologia Clásica, 102: 3, 2007 p. 245-264) també advoca per la seva autenticitat i conté una revisió de la literatura rellevant, així com observacions sobre el significat de la República de Plató.